# Перукар

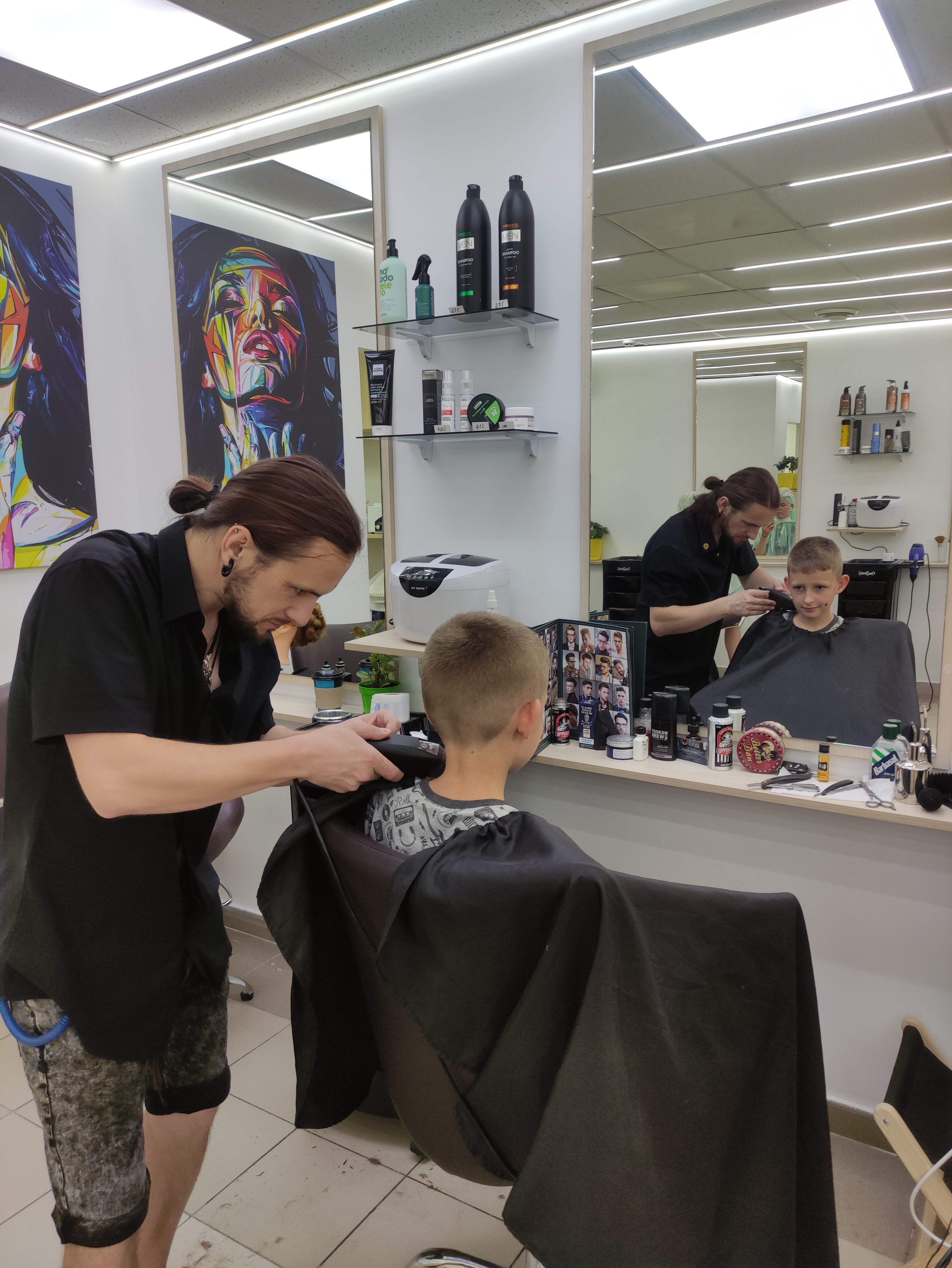
Перукар за роботою

Перука́р, заст. циру́льник — це особа, чиїм заняттям є стрижка волосся будь-якого типу, створення зачісок та бриття чи підстригання борід чоловіків. Місце роботи перукаря зазвичай називається перукарнею. У давнину перукарі також займалися хірургією та стоматологією. Але сьогодні, завдяки розвитку безпечного бриття та зниженню популярності бороди, більшість перукарів спеціалізуються лише на стрижці волосся та створенні зачісок.

## Історія
Професія перукарів має багатолітню історію. Бритви були винайдені у Бронзовій добі(близько 3500 років до н. е.) в Єгипті. У стародавній Єгипетській культурі перукарі були досить шановані особи. Священики та медики — це найдавніші зафіксовані приклади перукарів. Перукар був одним з найважливіших людей. Це було зумовлено тим, що в той час вважалося, що злі духи можуть ввійти в тіло людини лише через її волосся. Тому його стрижка — це спосіб вигнання їх з людини. Через релігійні та духовні переконання перукарі навіть виконували різні релігійні обряди (хрещення дітей, вінчання). Під час цих церемоній, перукарі не стригли волосся аж до танців. Потім вони стригли волосся та туго зв'язували назад, тому ніякі злі духи не могли ввійти в у людину, а добрі не могли вийти.
Перед Македонським завоюванням з'явився звичай голитися. Бриття, частіше обличчя чи голови, не було завжди добровільним, до цього змушував закон в Англії та інших країнах. Осіб, що голили обличчя і голови, називали голярами.
Найперші згадки
про перукарське мистецтво відносяться до V століття до нашої ери в Єгипті.
Єгиптяни приділяли багато уваги своєї зовнішності: вони фарбували волосся, робили перуки, а також завивали волосся за допомогою дерев'яних паличок.
В середні віки перукарські послуги надавали працівники лазні та цирульники, які пропонували ще
й медичні послуги: видаляли зуби, ставили п'явки, пускали кров.
У XVII столітті
стали модними перуки. Перукарське мистецтво в ті часи досягло колосальних
висот, в прямому та переносному значенні. Зачіски були такі високі й химерні, що для їх створення потрібний був металевий чи дерев'яний каркас. Деякі зачіски
мали по півметра висотою. Такі зачіски робили по декілька годин, а перукарі мусили вставати на ходулі.
В XIX столітті
було зроблено відкриття секрету перетворення жінок на блондинок за допомогою
перекису водню. Для знебарвлення свого волосся дівчата використовували ще один метод. Теж домашній. Для цього тодішні красуні використовували таблетки перекису 32 % з аптек, розколоті в порошок, натерте на тертці мило і воду. Після процедури пасма ставали дуже сухими, ламкими і жорсткими. Однак, були й більш серйозні випадки. Бо ж не рідко в погоні за красою жінки отримували хімічні опіки шкіри голови.
В цей же час відбулося розмежування професій на цирульника та
медика.
В XX столітті
була винайдена перманентна завивка (так звана «хімія»), яка могла триматися до
шести місяців. Як бачимо, перукарі в усі віки користувалися передовими
технологіями.